# Lahn-Dill
Lahn-Dill ou Lano-Dill é um distrito da Alemanha, na região administrativa de Gießen, estado de Hessen.

## Cidades e Municípios

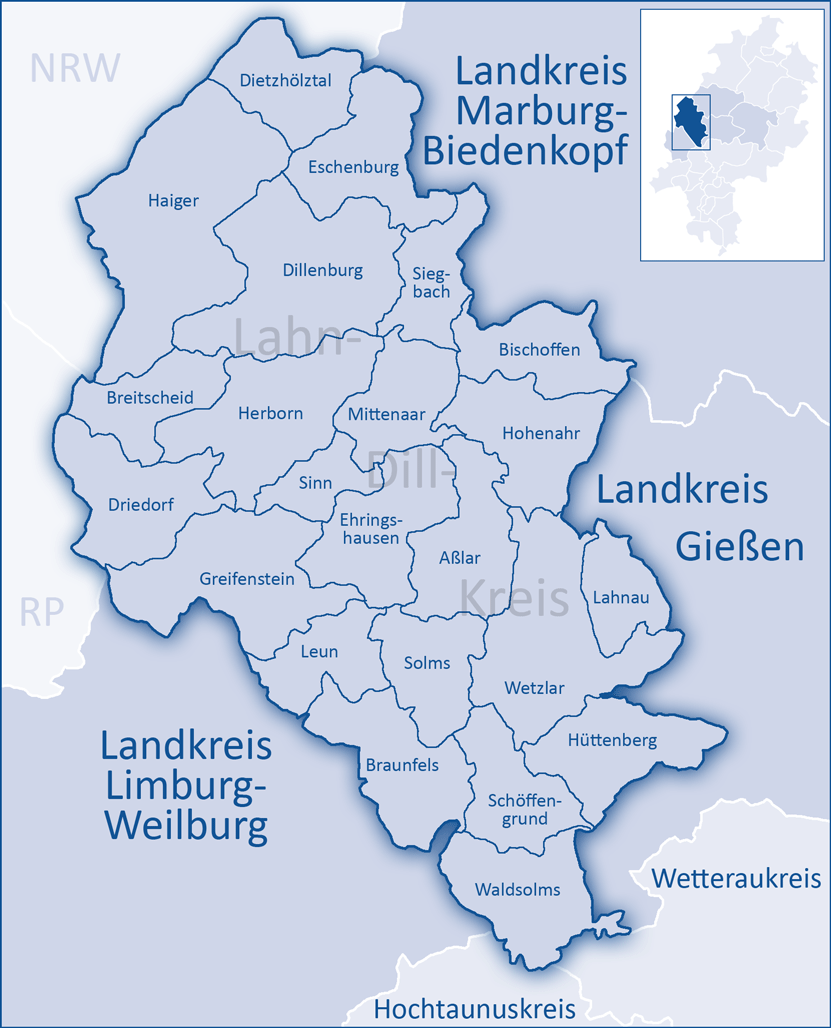

| Cidades                                                                              | Municípios |                                                                                        |
| ------------------------------------------------------------------------------------ | --- | -------------------------------------------------------------------------------------- |
| 1. Aßlar 2. Braunfels 3. Dillenburg 4. Haiger 5. Herborn 6. Leun 7. Solms 8. Wetzlar | 1. Bischoffen 2. Breitscheid 3. Dietzhölztal 4. Driedorf 5. Ehringshausen 6. Eschenburg 7. Greifenstein 8. Hohenahr | 1. Hüttenberg 2. Lahnau 3. Mittenaar 4. Schöffengrund 5. Siegbach 6. Sinn 7. Waldsolms |